# 新华通讯社东京分社
新华通讯社东京分社，简称新华社东京分社，是新华通讯社在日本的派驻机构，负责向新华社总社提供日本周边的实时文字新闻、经济信息、新闻图片图表信息，并以多种语言采写对外报道，向其他通讯社供稿。
新华通讯社东京分社是新华社全球新闻信息采编网的重要部分，隶属新华社通讯社亚太总分社管理。二十世纪五六十年代，新华社根据中共中央要求加强了世界性通讯社建设。在这一背景下，1953年，新华社国际部东方组记者从东京发出了中国红十字代表团到达东京的新闻稿，这是新华社发自东京的首篇电讯。1972年，中日邦交正常化后，新华社东京分社在日本成立。1983年1月，新华社向中共中央提交了《关于新华社现代化建设几个紧迫问题的请示报告》，提出要逐步建成现代化的世界性通讯社。因此，新华社进一步将国际新闻的采集和发布作为工作重心，并调整和充实了新华社东京分社。1990年代末，新华社开始加强分社技术装备的配发工作，提高了新闻采集和编发的时效，提高了通信技术水平。